# 能登食祭市場
能登食祭市場（のとしょくさいいちば）は、石川県七尾市府中町にある市場である。
みなとオアシスとしてみなとオアシス七尾 能登食祭市場（みなとオアシスななお しょくさいいちば）、および道の駅能登食祭市場（みちのえき しょくさいいちば）として石川県道132号七尾港線の道の駅に登録されている。通称は七尾フィッシャーマンズ・ワーフ。

## 概要
七尾市の姉妹都市であるモントレーに位置するアメリカ合衆国カリフォルニア州の沿岸都市に多く見られる観光地「フィッシャーマンズワーフ」を参考に建設された。フィッシャーマンズワーフには「漁師の波止場」の意味が込められている。第三セクターの株式会社香島津が主体となって建設。魚と倉庫をイメージした外観となっている。
能登食祭市場を起点として、遊覧船「Sea Bird」（シーバード）による七尾湾クルーズが運航されている（冬季は運休）。また、隣接する七尾マリンパークでは毎年夏にモントレー・ジャズフェスティバル・イン・能登が開催されている。
2024年（令和6年）1月1日発生の能登半島地震により、床などに大きなひびが入ったほか、出入口や駐車場も液状化による隆起や陥没の影響で被害が出ているため営業が不可能となっている。同年1月15日時点では立ち入り禁止となっているが、出入り口には「負けないぞ!! 七尾!! 皆んなで支えよう 能登半島」と書かれた大きな幕が掲げられている。今後専門家に建物の状態を確認してもらったうえで、早期の営業再開を目指すことにしていた。その後、同年5月18日に一部店舗に限り日時を限定して営業を再開した。

## 歴史
- 1991年（平成3年）9月21日 - 能登食祭市場が開業[1][2]。
- 2003年（平成15年） - みなとオアシスに登録。
- 2009年（平成21年）3月12日 - 道の駅に登録。
- 2024年（令和6年）
  - 1月1日 - この日発生した能登半島地震による被害のため、同日以降営業休止となる[6]。
  - 4月27日 - この日から4月29日および5月3日から5月6日まで、イベント『復活！食祭楽市』が開催される[8]。
  - 5月18日 - 一部店舗に限り日時を限定して営業を再開[7]。
  - 9月1日 - 日本テレビのチャリティー特別番組『24時間テレビ47 愛は地球を救うのか?』の一部コーナーが同所の特設ステージから生放送された（石川県内では日本テレビ系列局であるテレビ金沢で放送）。

## 施設
能登食祭市場（建物内）
- 1階
  - 能登生鮮市場（海産物などの販売）
  - 里山里海百貨店 里乃蔵（土産物）

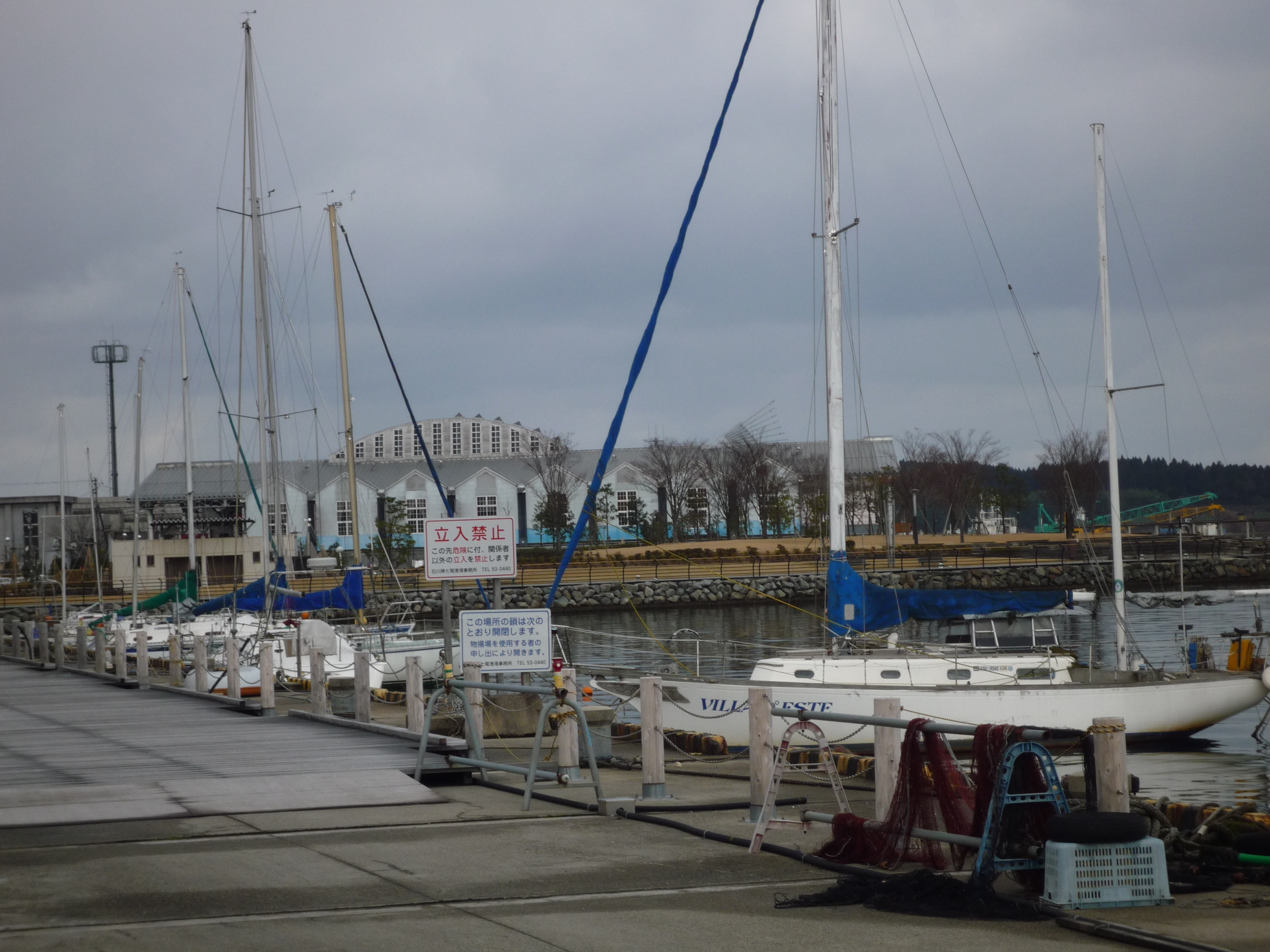
七尾マリンパークと能登食祭市場

  - 里山里海小路（レストラン・フードコート）
  - モントレーホール（多目的スペース）[3]
- 2階
  - 能登グルメ館（レストラン街）

建物外・その他
- 駐車場
  - 普通車：199台
  - 大型車：15台
  - 身障者用：1台
- トイレ
  - 男：27器
  - 女：20器
  - 身障者用：1器
- 七尾マリンパーク（遊覧船のりば併設）

### 主なテナント
詳細は、公式サイトの館内のご案内を参照。
- 2階 - 遊庵、らーめん亭、漁師屋、加賀屋
- 1階 - どんたく（山成水産）、スギヨ[5]

## 休館日
- 1月から6月まで、12月の毎週火曜日（祝日の場合は営業）
- 1月1日

## 交通アクセス
鉄道
- 西日本旅客鉄道（JR西日本）七尾線・のと鉄道七尾線 七尾駅下車、徒歩10分。

路線バス
- 北鉄能登バス（和倉線）[9]： 「食祭市場」下車、徒歩すぐ。
- 能登島交通（曲線）： 「食祭市場」下車、徒歩すぐ。
- 七尾市コミュニティバス
  - まりん号（西回り、東回り）[10]： 「能登食祭市場」バス停下車、徒歩すぐ。
  - ぐるっと7（西コース、東コース）[11]： 「能登食祭市場」バス停下車、徒歩すぐ。

自動車
- 能越自動車道田鶴浜ICより18分。
- 能越自動車道七尾城山ICより10分